# حملات هوایی به رهبری عربستان سعودی به یمن

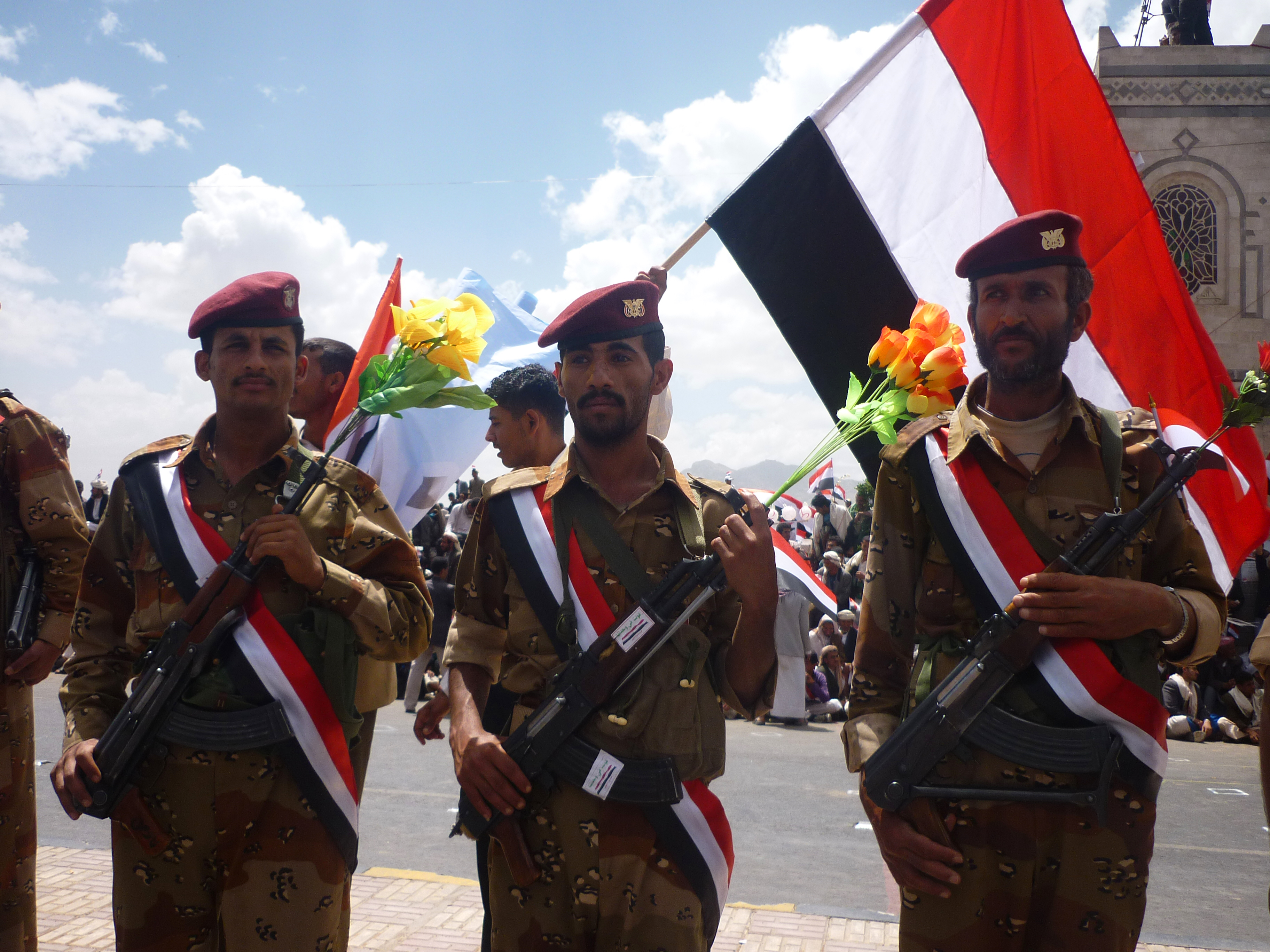
سربازان یمنی از لشکر ۱ زرهی در ۶۰، صنعا

در سال ۲۰۱۵، عربستان سعودی به منظور اثرگذاری بر جنگ داخلی یمن، حمله نظامی به این کشور را با حملات هوایی گسترده و محاصره هوایی و دریایی یمن را آغاز کرد. از آن پس، بیش از ۷۰ بیمارستان و تأسیسات سلامت و بهداشت توسط حملات هوایی تخریب شده است که بسیاری از آن‌ها توسط پزشکان بدون مرز اداره می‌شده‌اند. منتقدان این اقدام عربستان سعودی مبنی بر تخریب تأسیسات بهداشتی غیرنظامی را طبق کنوانسیون ژنو یک جنایت جنگی نامیده‌اند و خواستار انجام یک بررسی مستقل شده‌اند.
بسیاری هدف‌های غیرنظامی دیگر هم نظیر مدارس و اتوبوس‌های مدرسه توسط حملات هوایی ائتلاف هدف قرار گرفته‌اند.